# Saint-Germain-et-Mons
Saint-Germain-et-Mons település Franciaországban, Dordogne megyében. Lakosainak száma 893 fő (2022. január 1.). Saint-Germain-et-Mons Mouleydier, Saint-Aubin-de-Lanquais, Saint-Agne, Verdon, Saint-Nexans, Cours-de-Pile és Creysse községekkel határos.

## Népesség
A település népessége az elmúlt években az alábbi módon változott:
| Lakosok száma | 464  | 486  | 523  | 702  | 784  | 795  | 829  | 864  | 874  | 893  |
|               | 1968 | 1982 | 1990 | 2006 | 2013 | 2015 | 2017 | 2019 | 2020 | 2022 |